# Tim Stützle
Tim Stützle (Viersen, Alemania, 15 de enero de 2002) apodado Jimmy o Jimmy Stü, es un jugador profesional alemán de hockey sobre hielo que se desempeña en la posición de centro en Ottawa Senators, equipo de la National Hockey League (NHL).

## Carrera
Fue seleccionado en la primera ronda en la NHL Entry Draft de 2020. Hizo su debut profesional con el equipo Ottawa Senators, donde lleva jugando cuatro temporadas.